# Tempel der Roma und des Augustus (Ankara)
Koordinaten: 39° 56′ 39″ N, 32° 51′ 30″ O

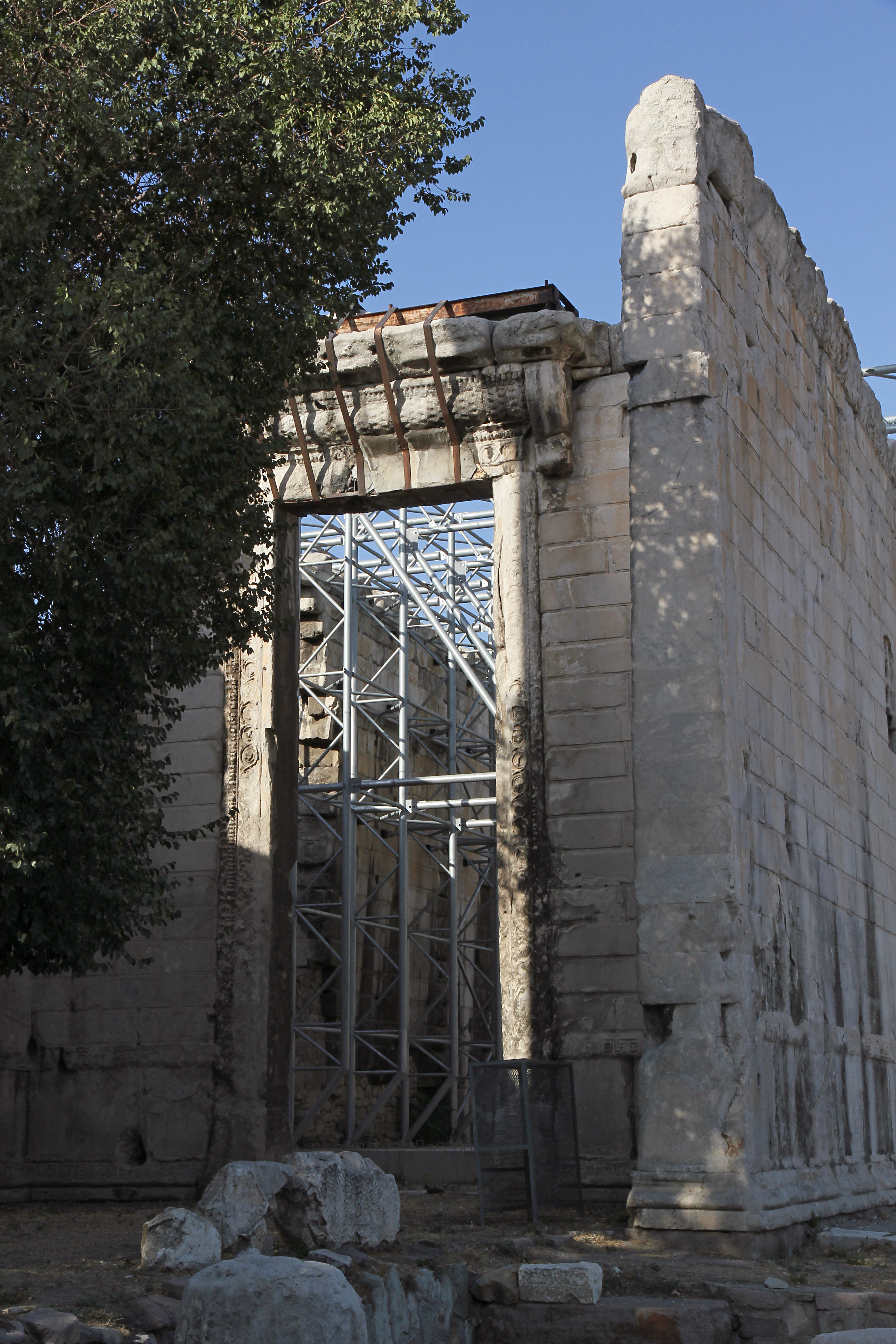
Pronaos des Tempels von Süden

Der Tempel der Roma und des Augustus (türkisch Ogüst ve Roma Mabedi), oft auch verkürzt als Augustustempel oder früher Augusteum bezeichnet, in Ankara, dem antiken Ankyra in Galatien, steht im Stadtteil Ulus, dem historischen Zentrum der türkischen Hauptstadt. Er ist bekannt durch die einzige weitgehend vollständig erhaltene inschriftliche Ausfertigung der Res gestae divi Augusti, des Rechenschaftsberichtes des ersten römischen Kaisers Augustus. Nach dem Standort des Tempels wird die Inschrift auch als Monumentum Ancyranum bezeichnet.

## Lage
Der Tempel liegt im Stadtviertel Hacıbayram Mahallesi auf einem Platz zwischen den Straßen Şehit Keskin Sokak und Hacı Bayram Veli Caddesi westlich des Burghügels von Ankara. Im Südosten liegt der kleine Park Hacı Bayram Cami Parkı. Im Nordwesten direkt an den Tempel anschließend ist die Hacıbayram-Moschee errichtet. Etwa 200 Meter westlich steht am Platz Hükümet Meydanı die Juliansäule. Etwa 400 Meter nordwestlich, westlich der Çankırı Caddesi liegen die Ruinen der Caracalla-Thermen, einer Badeanlage aus dem 3./4. Jahrhundert. Die Anlage war vermutlich über eine Säulenstraße mit dem Bereich des Tempels verbunden.

## Anlage

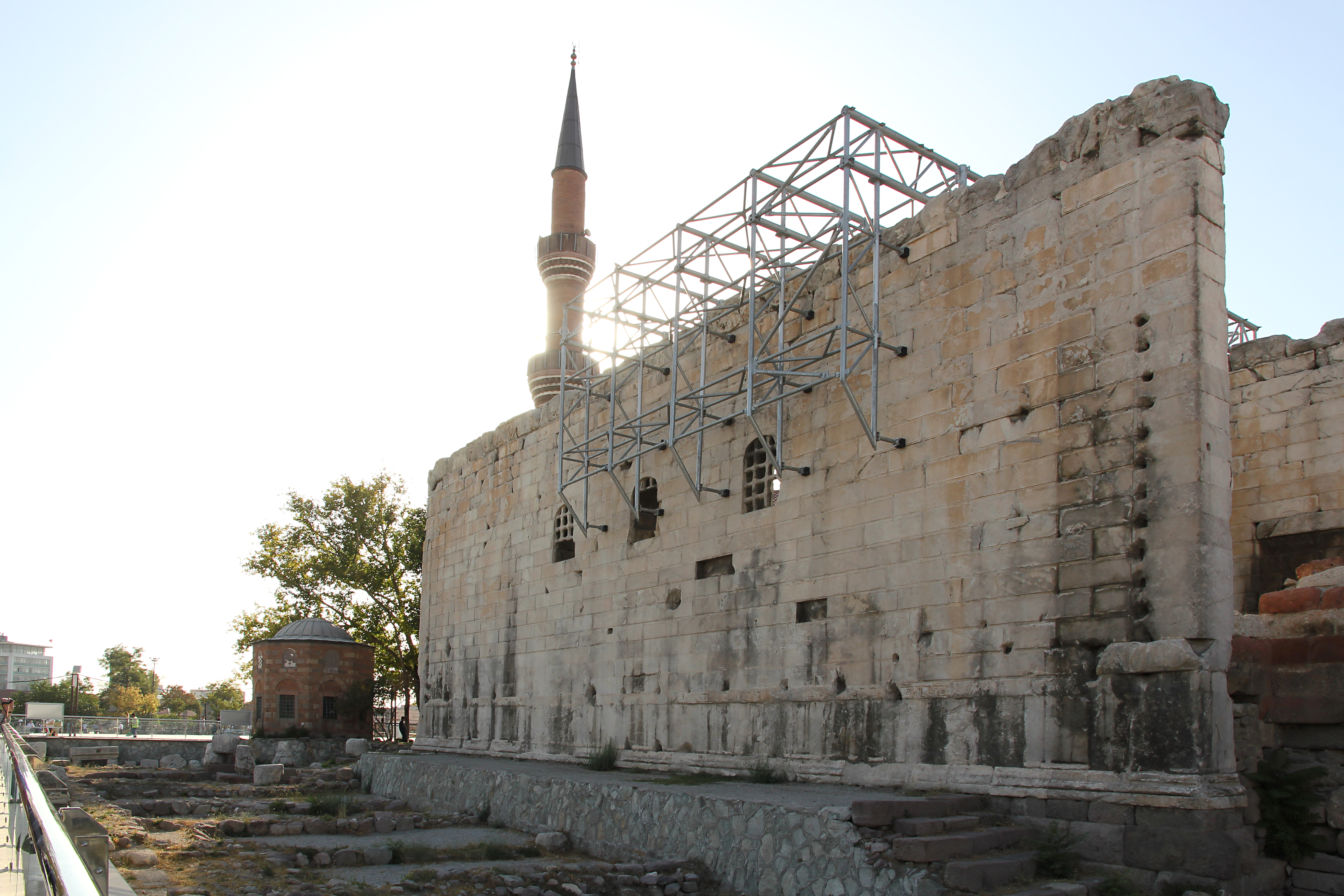
Tempel von Osten

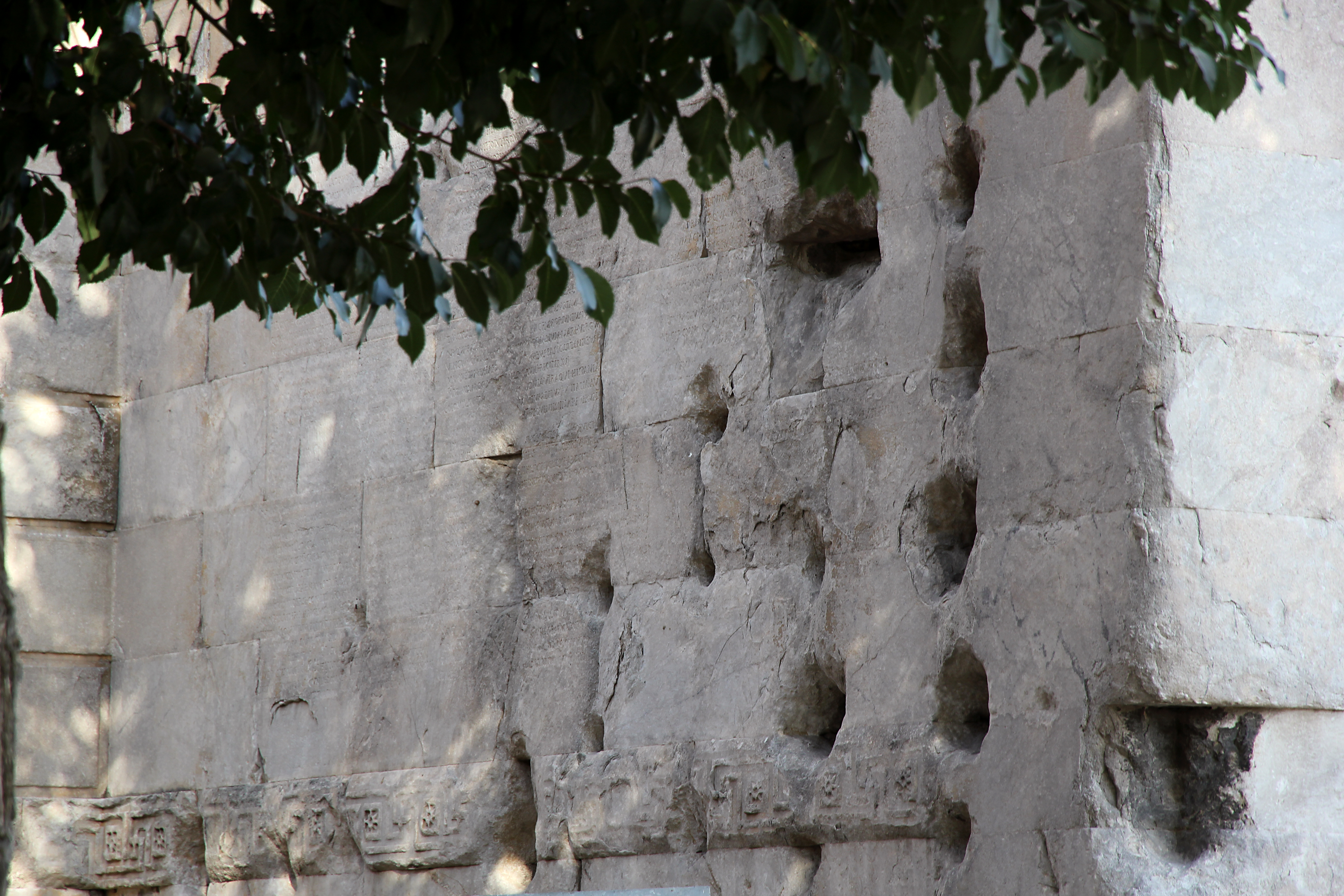
Lateinische Inschrift an der Innenwand des Pronaos

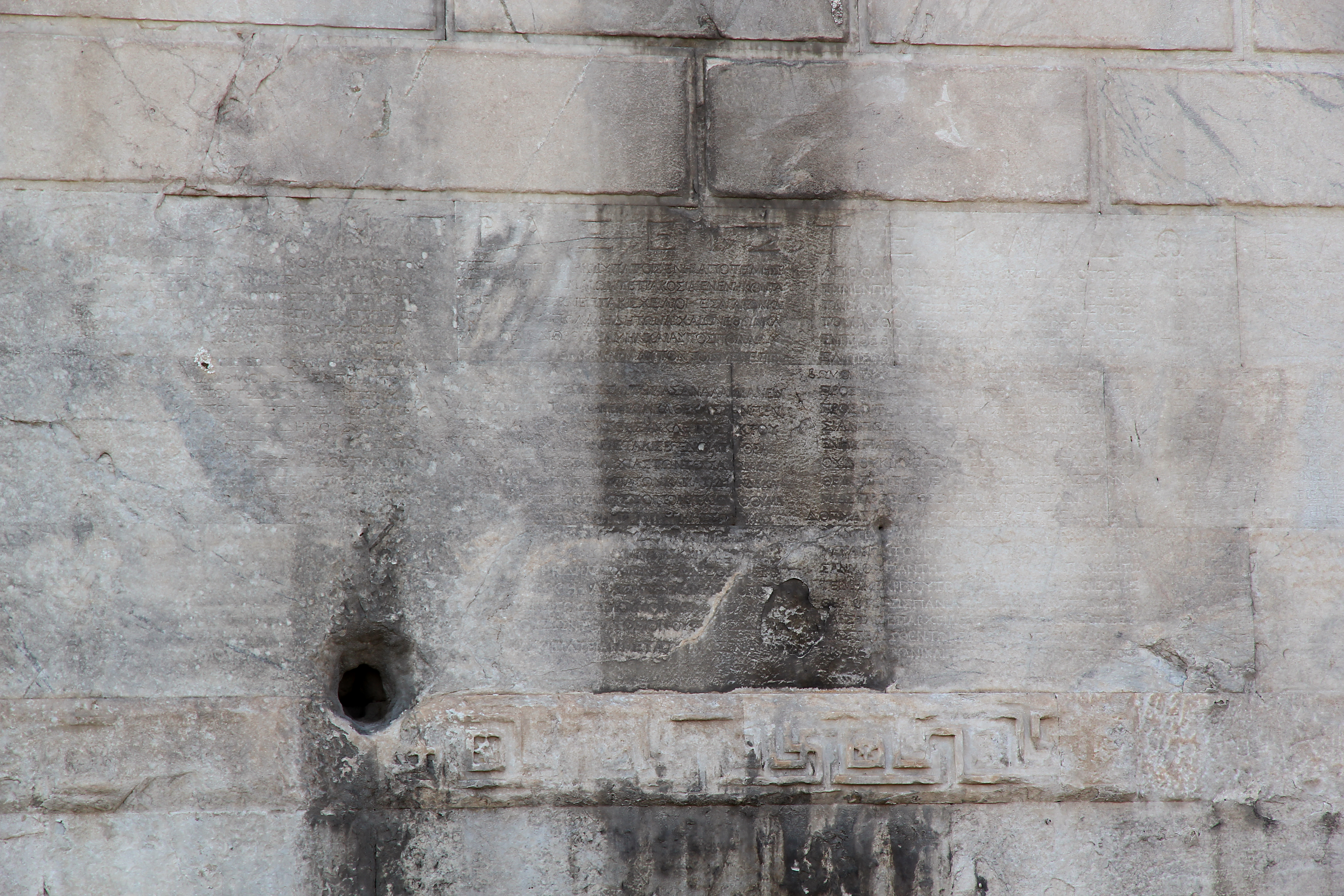
Ausschnitt aus der griechischen Inschrift auf der Außenwand der Cella

Der in korinthischer Ordnung gebaute Tempel hat die Form eines Pseudodipteros. Er ist nach Nordosten ausgerichtet und misst etwa 36 × 55 Meter. Er stand auf einem zwei Meter hohen Podium mit acht Stufen. Vor der Schmalseite befanden sich 8 Säulen und 15 an der Längsseite. Zusätzlich standen vier Säulen vor dem Pronaos (Vorhalle) im Südwesten und zwei vor dem Opisthodom (Rückhalle). Vom Pronaos führte ein geschmücktes Portal in die Cella (Innenraum), die nochmal einen Meter höher lag und über vier Stufen zugänglich war. In dem den Priestern vorbehaltenen, fensterlosen Raum stand vermutlich ein Kultbild. Erhalten sind heute lediglich die Seitenwände der Cella in einer Länge von 32,5 und einer Höhe von fast 12 Metern. Auf der erhaltenen südöstlichen Innenwand des Pronaos ist die lateinische Version der Inschrift zu lesen, die griechische Version befindet sich auf der südöstlichen Außenwand der Cella. Die Buchstaben des Dokuments waren ursprünglich farbig gestaltet.

## Geschichte
Das Gebäude wurde ursprünglich im 2. Jahrhundert v. Chr. als Tempel der phrygischen Gottheiten Men und Kybele errichtet. Nachdem Ancyra 25 v. Chr. zur Hauptstadt der römischen Provinz Galatien wurde, wurde der Tempel umgebaut und dem Kult der römischen Stadtgöttin Roma und des vergöttlichten Augustus geweiht. Im 6. Jahrhundert n. Chr. wurde er von den Byzantinern zur Kirche umgewidmet. Dabei wurden der Fußboden des Innenraums abgesenkt, die Wand zwischen Cella und Rückhalle durch eine Apsis ersetzt und in die Südostwand drei Fenster eingebaut. 1427/28 wurde an der Nordwestecke des Tempels die Hacıbayram-Moschee erbaut, worauf der Tempel als Medrese genutzt wurde.

## Forschungsgeschichte
1865 erforschte der deutsche Historiker Theodor Mommsen das Monumentum Ancyranum und publizierte die Inschrift. Er stützte sich dabei auf eine Abschrift von Ogier Ghislain de Busbecq, einem Gesandten des deutschen Kaisers Ferdinand I., aus dem Jahr 1554 sowie auf die Arbeiten des französischen Archäologen Georges Perrot aus den 1860er-Jahren. Auf Anregung Mommsens nahm der Archäologe Carl Humann 1882 im Auftrag der Königlichen Museen zu Berlin Gipsabdrücke der Inschrift. Das Gebäude des Tempels wurde erstmals 1926 bis 1928 von Martin Schede und Daniel Krencker gründlich untersucht und in Teilen ergraben, die Ergebnisse 1936 veröffentlicht. 1936 bis 1938 untersuchte der türkische Archäologe Hâmit Zübeyir Koşay den Tempel. Seit 1997 ist die Universität Triest im Ancyra Project mit der photogrammetrischen Aufnahme, der weiteren Erforschung und Restaurierung des Monuments befasst. Sie arbeitet dabei mit dem türkischen Kulturministerium und dem Museum für anatolische Zivilisationen zusammen.